# ساموئل کوچاریانتس
ساموئل گریگوری کوچاریانتس (ارمنی: Սամվել Գրիգորի Քոչարյանց؛ روسی: Самвел Григорьевич Кочарянц؛ زاده ۷ ژانویهٔ ۱۹۰۹ - درگذشته ۴ اوت ۱۹۹۳) یک طراح اهل ارمنستان و توسعه‌دهنده نخستین جنگ‌افزار هسته‌ای موشک‌های بالستیک شوروی بود.

## زندگی‌نامه
وی در ۷ ژانویهٔ ۱۹۰۹ در گاوار به دنیا آمد و از دانشگاه دولتی ایروان و en:Moscow Power Engineering Institute فارغ‌التحصیل گشت. وی همچنین برندهٔ جوایزی همچون نشان لنین، جایزه لنین (۱۹۶۱)، قهرمان کار سوسیالیست (۱۹۶۲, ۱۹۸۴)، جایزه دولتی اتحاد شوروی، و نشان انقلاب اکتبر شده است. وی در ۴ اوت ۱۹۹۳ در سن ۸۴ سالگی در ساروف درگذشت.